# Hearst Television
Hearst Television Inc. — американская телевещательная компания, образованная в 1997 году путём слияния Hearst Broadcasting и Argyle Television Holdings II. Активы охватывают 18 % телеаудитории США. Штаб-квартира компании расположена в Нью-Йорке. Количество сотрудников (на полной занятости) — около 3000 человек.

## Телевизионные станции
Список телестанций, входящих в число активов компании:
1Эта станция была в числе активов корпорации с момента основания в 1996 году, затем перешла к дочерней компании. В 2010 году Hearst Television полностью выкупила на неё права.

## Радиостанции
| AM диапазон | FM диапазон |